# Yūko Mita
Yūko Mita (jap. 三田 ゆう子, Mita Yūko, eigentlich Yūko Iguchi (jap. 井口 友子, Iguchi Yūko), * 14. August 1954 in Setagaya, Tokyo, Japan) ist eine japanische Synchronsprecherin. Sie ist bekannt für das Sprechen sanfter und sexy Bishōjo (wie bspw. Akemi in Maison Ikkoku) und der Rollen von Jungen. Zu ihren Hobbys zählen Tennis und Skifahren und wird von der Management-Firma Aoni Production vertreten.

## Frühe Jahre und Ausbildung
Yūko Mita, geboren als Yūko Iguchi, begann ihr Interesse an der Schauspielerei bereits in jungen Jahren zu entwickeln. Sie besuchte die Nihon University College of Art, wo sie sich auf darstellende Künste spezialisierte. Ihre Karriere als Seiyū begann sie in den späten 1970er Jahren, als die Anime-Industrie in Japan einen Aufschwung erfuhr.

## Karriere
Mitas Karriere nahm in den frühen 1980er Jahren Fahrt auf, als sie Rollen in verschiedenen beliebten Anime-Serien erhielt. Einer ihrer bekanntesten Charaktere ist Arale Norimaki aus Dr. Slump, der von Akira Toriyama kreiert wurde. Diese Rolle verschaffte ihr große Anerkennung und machte sie einem breiteren Publikum bekannt.
Ein weiterer Charakter in ihrer Karriere ist Bonobono aus der gleichnamigen Anime-Serie Bonobono. 
Yūko Mita ist auch bekannt für ihre Rollen in "Mobile Suit Gundam ZZ", wo sie die Charaktere Elpeo Ple und Ple Two spricht, und in Kimagure Orange Road als Hikaru Hiyama. Ihre Fähigkeit, sowohl komische als auch ernsthafte Töne zu treffen, hat ihr vielfältige Rollen in der Anime-Industrie eingebracht, von Action-orientierten Serien bis hin zu Kinderprogrammen. 

## Einfluss und Vermächtnis
Mita hat im Laufe ihrer Karriere an über hundert Anime-Titeln mitgewirkt. 
Neben ihrer Arbeit in Anime hat Yūko Mita auch Charaktere in Videospielen und Dubbing für ausländische Filme gesprochen. 

## Persönliches Leben
Über ihr Privatleben ist nicht viel bekannt, da Yūko Mita dazu neigt, ihre persönlichen Angelegenheiten privat zu halten. Sie ist weiterhin in der Synchronsprecherbranche aktiv.

## Anime

### TV
- Anmitsu Hime (Amaguri no Suke)
- Aishite Night (Hashizō)
- Akuma-kun (Akuma-kun)
- Anpanman (Eclair-san, Bananaman, Popo, Penguin-kun)
- Captain Tsubasa (Andre)
- Cinderella Monogatari (Palette)
- City Hunter (Sayaka Isegami (ep.10))
- Detective Conan (Kazuki Kinukawa)
- Dr. Slump (Turbo, Tsururin)
- Dragon Ball (Turbo)
- Dragon Ball Z Special 1: Bardock, The Father of Goku (Seripa)
- Dragon Quest (Daisy)
- Edokko Boy Gatten Tasuke (Bonten Marutasuke, Daisuke)
- Fighting Foodons (Pitan)
- GeGeGe no Kitaro (3rd series) (Neko Musume)
- GeGeGe no Kitaro (4th series) (Ubume)
- Gu Gu Ganmo (Linda)
- Guru Guru Town Hanamaru-kun (Mother)
- Hello! Lady Lin (Sophy)
- Highschool! Kimen-gumi (Ippei Kawa)
- Hoka Hoka Kazoku (Midori Yamano)
- The Irresponsible Captain Tylor (Shia Has)
- The Kabocha Wine (Akemi (ep.94), Kōhei)
- Konjiki no Gash Bell!! (Sekkoro)
- Little Lulu to Chitcha na Nakama (Willie)
- Magic Idol Pastel Yumi (Momoko Hanazono)
- Magic Star Magical Emi (Misaki Kazuki)
- Magical Angel Creamy Mami (Posi)
- Magical Fairy Persia (Puri Puri, Tsutomu (young))
- Magical Princess Minky Momo (Pipiru)
- Maison Ikkoku (Akemi Roppongi)
- Maple Town Stories (Cindy, Karl)
- Mirai Robo Daltanious (Ochame)
- Ninja Hattori-kun (Shinzō Hattori)
- Norakuro-kun (Keita Kinoshita)
- Obake no Q-tarō (P-ko)
- One Piece (Charlotte Brulee, Young Vinsmoke Niji)
- Plawres Sanshiro (Aya)
- Pokonyan! (Pokonyan)
- Pocket Monsters: Episode Gold & Silver (Ibuki)
- Pocket Monsters: Diamond and Pearl (Kengo)
- Pocket Monsters: Best Wishes! Season 2: Decolora Adventure (Ibuki)
- Ranma ½ (Madame Sanpōru, Ori)
- Robin Hood no Daibōken (Will)
- Sailor Moon (Higure Akiyama)
- Sasuga no Sarutobi (Mika Ishikawa)
- Shin Bikkuriman (Saracchi)
- Soar High! Isami (Kei Tsukikage)
- Stitch! ~Best Friends Forever~ (Brag/Flute)
- Stop! Hibari-kun (Jun)
- Super Bikkuriman (Rock Princess Dinas)
- Super Doll★Licca-chan (Dai Takabayashi)
- Tokimeki Tonight (Tsuppari)
- Ultra B (Ultra B)
- Urusei Yatsura (Benten, Kaede (ep.55, spring special), Juliet (ep.17))
- YAT Anshin! Uchū Ryokō (Bukkī, MAM, Tsuyoko, others)

### OVA
- Dominion (Annapuma)
- Dream Dimension Hunter Fandora (Sōto)
- Recommend! Godzilland (Godzilla)
- Magical Princess Minky Momo: Yume no Naka no Rondo (Pipiru)
- Ningen Kakumei (Ikue Toda)
- Tenamonya Voyagers (Space Trash Paraila)
- Urusei Yatsura series (Benten)
- Vampire Wars (Brigit)

### Filme
- Soreike! Anpanman: Lyrical★Magical Mahō no Gakkō (Popo)
- Crayon Shin-chan: The Storm Called: The Adult Empire Strikes Back (Hiroshi (as a child))
- Maison Ikkoku Kanketsuhen (Akemi Roppongi)
- Make-Up! Sailor Senshi (Katarina)
- Ninja Hattori-kun: Nin Nin Ninpō Enikki no Maki (Shinzō Hattori)
- Pokonyan! Kyūryū ga Ugoitanyan (Pokonyan)
- Urusei Yatsura series (Benten)
- A Wind Named Amnesia (Sue)

## Spiele
- Abalaburn (Rose, Aquila/Yura)
- Gensō Senshi Valis (Reiko)
- Sentimental Graffiti 2 (Emiko Sugihara)
- Kono Yo no Hate de Koi wo Utau Shōjo YU-NO (Amanda)

## Tokusatsu
- Tetsuwan Tantei Robotakku (Mogurakkī (voice))

## Drama-CDs
- Saint Elza Crusaders (Manami Oguri)

## Dubbing
- Babar (TV series) (Young Babar)
- TUGS (Sunshine, Sally Seaplane and a bell buoy)
- Budgie The Little Helicopter (Pippa Patsy and Enivieve)

## Weitere
- Shin Dotchi no Ryōri Show (Yellow Kitchen "Which-kun" (Stimme))